# Subdistrito
Subdistrito é um tipo de divisão administrativa de um distrito, muito comum em municípios do Brasil. O subdistrito é criado muitas vezes para facilitar a administração municipal, ou ainda, tomar decisões administrativas mais localizadas.
Na cidade de São Paulo são aplicados apenas aos cartórios de registro civil e de imóveis, não respeitando os limites dos distritos municipais, definidos a partir da reforma de distritos ocorrida em 1991. Um exemplo é o subdistrito de Cerqueira César pertencente aos distritos: Consolação, Bela Vista e Jardim Paulista.